# Prawo rzeczowe
Prawo rzeczowe – dział prawa cywilnego regulujący powstanie, treść, zmianę i ustanie prawa własności i innych praw do rzeczy i zwierząt (w wyjątkowych sytuacjach także nie do nich – np. użytkowanie prawa). Prawo rzeczowe jest prawem bezwzględnym, czyli skutecznym wobec wszystkich (erga omnes), w odróżnieniu od na przykład praw wynikających z umów.

## Prawo polskie

### Podstawowe źródła prawa i rodzaje praw rzeczowych
W Polsce kwestie związane z prawem rzeczowym reguluje księga druga kodeksu cywilnego – Własność i inne prawa rzeczowe oraz odpowiednie przepisy kodeksu postępowania cywilnego. Kodeks cywilny wymienia następujące prawa rzeczowe:
- własność, w tym współwłasność,
- prawa rzeczowe ograniczone: 
  - użytkowanie,
  - służebność, w tym:
    - służebność gruntowa,
    - służebność osobista,
    - służebność przesyłu,

  - zastaw, w tym:
    - zastaw zwykły,
    - zastaw rejestrowy,
    - zastaw finansowy,
    - zastaw skarbowy,

  - hipotekę, w tym hipotekę morską,
  - spółdzielcze własnościowe prawo do lokalu;
- użytkowanie wieczyste.

Nie jest dopuszczalne umowne ustanowienie praw rzeczowych innych niż wyżej wymienione (zasada numerus clausus praw rzeczowych).

### Inne źródła prawa rzeczowego
Szczegółowe regulacje z zakresu prawa rzeczowego są zawarte w wielu ustawach. Należą do nich:

- ustawa o księgach wieczystych i hipotece,
- kodeks morski,
- ustawa o zastawie rejestrowym i rejestrze zastawów,
- ordynacja podatkowa,
- ustawa o niektórych zabezpieczeniach finansowych,
- prawo o notariacie,
- prawo geodezyjne i kartograficzne,
- ustawa o planowaniu i zagospodarowaniu przestrzennym,
- ustawa o gospodarce nieruchomościami,
- ustawa o gospodarowaniu nieruchomościami rolnymi Skarbu Państwa,
- ustawa o własności lokali,
- ustawa o ochronie praw nabywcy lokalu mieszkalnego lub domu jednorodzinnego oraz o Deweloperskim Funduszu Gwarancyjnym,
- ustawa o ochronie praw lokatorów, mieszkaniowym zasobie gminy i o zmianie Kodeksu cywilnego (w zakresie przepisów o najmie instytucjonalnym z dojściem do własności),
- ustawa o kształtowaniu ustroju rolnego,
- ustawa o zagospodarowaniu wspólnot gruntowych,
- prawo wodne,
- ustawa o zbiorowym zaopatrzeniu w wodę i zbiorowym odprowadzaniu ścieków,
- prawo lotnicze,
- ustawa o drogach publicznych,
- ustawa o szczególnych zasadach przygotowania i realizacji inwestycji w zakresie dróg publicznych,
- prawo o ruchu drogowym,
- ustawa o transporcie kolejowym,
- ustawa o obszarach morskich Rzeczypospolitej Polskiej i administracji morskiej,
- ustawa o portach i przystaniach morskich,
- ustawa o rybołówstwie morskim,
- ustawa o rejestracji jachtów i innych jednostek pływających o długości do 24 m,
- ustawa o żegludze śródlądowej,
- prawo geologiczne i górnicze,
- ustawa o lasach,
- ustawa o ochronie przyrody,
- prawo budowlane,
- ustawa o ochronie zabytków i opiece nad zabytkami,
- prawo energetyczne,
- ustawa o inwestycjach w zakresie elektrowni wiatrowych,
- prawo komunikacji elektronicznej,
- prawo bankowe,
- ustawa o kredycie hipotecznym oraz o nadzorze nad pośrednikami kredytu hipotecznego i agentami,
- ustawa o spółdzielniach mieszkaniowych,
- ustawa o rzeczach znalezionych,
- prawo własności przemysłowej,
- ustawa o ochronie prawnej odmian roślin,
- ustawa o prawie autorskim i prawach pokrewnych,
- kodeks spółek handlowych,
- prawo spółdzielcze,
- ustawa o obligacjach,
- ustawa o funduszach inwestycyjnych i zarządzaniu alternatywnymi funduszami inwestycyjnymi,
- ustawa o instrumentach finansowych,
- ustawa o obronie Ojczyzny,
- prawo upadłościowe,
- ustawa o komornikach sądowych,
- ustawa o postępowaniu egzekucyjnym w administracji.